# Дискография Snow Patrol
Дискография Snow Patrol, альтернативной рок-группы из Данди, включает 5 студийных альбомов, 23 сингла, 3 сборника и 7 мини-альбомов. Группа была сформирована в 1994 году Гари Лайтбади, Майклом Моррисоном и Марком Макклилландом под названием «Shrug». Группа выпустила EP «The Yogurt vs. Yogurt Debate». В следующем году её покинул Моррисон, а группа стала называться «Polarbear». Под этим названием был выпущен другой мини-альбом, «Starfighter Pilot», лейблом «Electric Honey». В 1997 году группа получила нового ударника, Джонни Куинна, и подписала многолетний контракт с «Jeepster Records». Затем участники пришли к окончательному названию, «Snow Patrol». Первые два студийных альбома, «Songs for Polarbears» 1998 года и «When It’s All Over We Still Have to Clear Up» 2001 года, не принесли коммерческого успеха, после этого контракт с лейблом был разорван.
В 2002 году группу пополнил лид-гитарист Натан Коннолли, в следующем году были подписаны контракты с «Fiction Records» и «Interscope Records». Тогда же вышел третий студийный альбом, «Final Straw», ставший прорывным: в Великобритании было продано 1,6 миллиона копий, он выиграл Ivor Novello Awards; сингл Run добрался до 5 места UK Singles Chart. Летом 2003 года группа направилась в двухлетнее турне, в конце которого из группы выгнали сооснователя, басиста Марка Макклилланда. Его заменил Пол Уилсон, также в число участников официально включили клавишника Тома Симпсона, участвовавшего в турне. Следующий альбом, «Eyes Open» 2006 года, стал ещё более успешным. Сингл Chasing Cars был номинирован на Грэмми, попал в первую десятку чартов нескольких стран и был 2,5 миллиона раз загружен в США. Сам альбом выиграл Meteor Music Awards и был номинирован ещё на несколько премий. Было продано 2,1 миллиона копий в королевстве, альбом стал платиновым в США.
Пятый и последний на данный момент студийный альбом, «A Hundred Million Suns», вышел в 2008 году, а в 2009 году группа выпустила сборник «Up to Now», включивший песни группы за все 15 лет её существования.

## Альбомы

### Студийные альбомы
| Год       | Детали альбома | Высшие позиции в чартах | Высшие позиции в чартах | Высшие позиции в чартах | Высшие позиции в чартах | Высшие позиции в чартах | Высшие позиции в чартах | Высшие позиции в чартах | Высшие позиции в чартах | Высшие позиции в чартах | Высшие позиции в чартах | Сертификация                                                                   |
| Год       | Детали альбома | UK                      | AUT                     | AUS                     | GER                     | IRE                     | FLA                     | NED                     | NZ                      | SWI                     | US                      | Сертификация                                                                   |
| --------- | --- | ----------------------- | ----------------------- | ----------------------- | ----------------------- | ----------------------- | ----------------------- | ----------------------- | ----------------------- | ----------------------- | ----------------------- | ------------------------------------------------------------------------------ |
| 1998      | Songs for Polarbears - Выход: 31 августа 1998 - Лейбл: Jeepster (JPR CD/LP 004) - Формат: CD, LP                   | 143                     | —                       | —                       | —                       | 90                      | —                       | —                       | —                       | —                       | —                       | - UK: Золотой                                                                  |
| 2001      | When It’s All Over We Still Have to Clear Up - Выход: 5 марта 2001 - Лейбл: Jeepster (JPR CD 012) - Формат: CD     | 129                     | —                       | —                       | —                       | —                       | —                       | —                       | —                       | —                       | —                       | - UK: Золотой                                                                  |
| 2003      | Final Straw - Выход: 4 августа 2003 - Лейбл: Fiction/Interscope (981 718-2) - Формат: CD, LP, SACD, CD+DVD, ЦД     | 3                       | —                       | —                       | —                       | 1                       | —                       | 49                      | —                       | —                       | 91                      | - UK: 5× Платиновый - IRE: 6× Платиновый - AUS: Платиновый - US: Золотой       |
| 2006      | Eyes Open - Выход: 1 мая 2006 - Лейбл: Fiction/Interscope (985 290-8) - Формат: CD, LP, CD+DVD, ЦД                 | 1                       | 3                       | 1                       | 17                      | 1                       | 9                       | 6                       | 1                       | 15                      | 27                      | - UK: 7× Платиновый - IRE: 7× Платиновый - AUS: 4× Платиновый - US: Платиновый |
| 2008      | A Hundred Million Suns - Выход: 24 октября 2008 - Лейбл: Fiction/Interscope (1785263) - Формат: CD, LP, CD+DVD, ЦД | 2                       | 17                      | 6                       | 14                      | 1                       | 16                      | 8                       | 6                       | 7                       | 9                       | - UK: Платиновый - IRE: 3× Платиновый - AUS: Золотой                           |
| 2011/2012 | Fallen Empires - Выход: конец 2011/начало 2012 - Лейбл: Fiction/Interscope - Формат: CD, LP, CD+DVD, ЦД            | 3                       | 24                      | 10                      | 3                       | 1                       | —                       | 1                       | 27                      | 6                       | 5                       |                                                                                |

### Сборники
| Год  | Детали альбома                                                                                  | Высшие позиции в чартах | Высшие позиции в чартах | Высшие позиции в чартах | Высшие позиции в чартах | Высшие позиции в чартах | Высшие позиции в чартах | Высшие позиции в чартах | Высшие позиции в чартах | Высшие позиции в чартах | Высшие позиции в чартах | Сертификация                             |
| Год  | Детали альбома                                                                                  | UK                      | AUT                     | AUS                     | GER                     | IRE                     | FLA                     | WAL                     | NED                     | SWI                     | US                      | Сертификация                             |
| ---- | ----------------------------------------------------------------------------------------------- | ----------------------- | ----------------------- | ----------------------- | ----------------------- | ----------------------- | ----------------------- | ----------------------- | ----------------------- | ----------------------- | ----------------------- | ---------------------------------------- |
| 2009 | Up to Now - Выход: 6 ноября 2009 - Лейбл: Fiction/Interscope - Формат: 2× CD, Digipak, Бокс-сет | 3                       | 62                      | 54                      | 38                      | 5                       | 10                      | 28                      | 5                       | 36                      | 182                     | - UK: 2× Платиновый - IRE: 2× Платиновый |

### Миксы
| Год  | Детали альбома | Диджей                      |
| ---- | --- | --------------------------- |
| 2004 | The Trip: Created by Snow Patrol - Выход: 1 ноября 2004 - Лейбл: Family Recordings (982 373-9) - Формат: 2× CD, 3× LP | Гари Лайтбади               |
| 2009 | Late Night Tales: Snow Patrol - Выход: 21 сентября 2009 - Лейбл: Late Night Stories (ALNCD23) - Формат: CD, ЦД        | Гари Лайтбади и Том Симпсон |

### Мини-альбомы
| Год  | Детали |
| ---- | --- |
| 1995 | The Yogurt vs. Yogurt Debate[А] - Выход: Январь 1995 - Лейбл: нет - Формат: КК                             |
| 1997 | Starfighter Pilot[Б] - Выход: 13 июня 1997 - Лейбл: Electric Honey (EHRCD007) - Формат: CD                 |
| 2004 | Sessions@AOL[В] - Выход: 15 июня 2004 - Лейбл: Fiction/Interscope - Формат: ЦД                             |
| 2005 | Live and Acoustic at Park Ave.[Г] - Выход: 27 декабря 2005 - Лейбл: Fiction/A&M (B0005120-22) - Формат: CD |

| Год  | Детали                                                                                            |
| ---- | ------------------------------------------------------------------------------------------------- |
| 2006 | Sessions@AOL[В] - Выход: 31 октября 2006 - Лейбл: Fiction/Interscope - Формат: ЦД                 |
| 2009 | iTunes Live from London[В] - Выход: 19 февраля 2009 - Лейбл: Fiction/Interscope - Формат: ЦД      |
| 2009 | iTunes Live: London Festival '09[В] - Выход: 9 июля 2009 - Лейбл: Fiction/Interscope - Формат: ЦД |

## Синглы
| Год  | Песня                                               | Высшие позиции в чартах | Высшие позиции в чартах | Высшие позиции в чартах | Высшие позиции в чартах | Высшие позиции в чартах | Высшие позиции в чартах | Высшие позиции в чартах | Высшие позиции в чартах | Высшие позиции в чартах | Высшие позиции в чартах | Высшие позиции в чартах | Альбом                                       |
| Год  | Песня                                               | UK                      | AUT                     | EU                      | FLA                     | GER                     | IRL                     | NED                     | NZ                      | SWI                     | US Alt.                 | US                      | Альбом                                       |
| ---- | --------------------------------------------------- | ----------------------- | ----------------------- | ----------------------- | ----------------------- | ----------------------- | ----------------------- | ----------------------- | ----------------------- | ----------------------- | ----------------------- | ----------------------- | -------------------------------------------- |
| 1998 | «Little Hide»                                       | —                       | —                       | —                       | —                       | —                       | —                       | —                       | —                       | —                       | —                       | —                       | Songs for Polarbears                         |
| 1998 | «One Hundred Things You Should Have Done in Bed»    | 157                     | —                       | —                       | —                       | —                       | —                       | —                       | —                       | —                       | —                       | —                       | Songs for Polarbears                         |
| 1998 | «Velocity Girl/Absolute Gravity»                    | 177                     | —                       | —                       | —                       | —                       | —                       | —                       | —                       | —                       | —                       | —                       | Songs for Polarbears                         |
| 1999 | «Starfighter Pilot»                                 | 161                     | —                       | —                       | —                       | —                       | —                       | —                       | —                       | —                       | —                       | —                       | Songs for Polarbears                         |
| 2000 | «Ask Me How I Am»                                   | 116                     | —                       | —                       | —                       | —                       | —                       | —                       | —                       | —                       | —                       | —                       | When It’s All Over We Still Have to Clear Up |
| 2001 | «One Night is Not Enough»                           | 105                     | —                       | —                       | —                       | —                       | —                       | —                       | —                       | —                       | —                       | —                       | When It’s All Over We Still Have to Clear Up |
| 2003 | «Spitting Games»                                    | 54                      | —                       | —                       | —                       | —                       | 41                      | —                       | —                       | —                       | —                       | —                       | Final Straw                                  |
| 2004 | «Run»[Е]                                            | 5                       | —                       | 68                      | —                       | 92                      | 25                      | 22                      | —                       | —                       | 15                      | —                       | Final Straw                                  |
| 2004 | «Chocolate»[Е]                                      | 24                      | —                       | —                       | —                       | —                       | 40                      | 68                      | —                       | —                       | 40                      | —                       | Final Straw                                  |
| 2004 | «Spitting Games» (переиздание)                      | 23                      | —                       | —                       | —                       | —                       | 41                      | —                       | —                       | —                       | 39                      | —                       | Final Straw                                  |
| 2004 | «How to Be Dead»                                    | 39                      | —                       | —                       | —                       | —                       | 42                      | —                       | —                       | —                       | —                       | —                       | Final Straw                                  |
| 2006 | «You’re All I Have»                                 | 7                       | —                       | 27                      | —                       | 100                     | 12                      | —                       | 25                      | —                       | 27                      | 109                     | Eyes Open                                    |
| 2006 | «Chasing Cars» (AUS: Платиновый, GER: Золотой)      | 6                       | 2                       | 10                      | 3                       | 8                       | 6                       | 24                      | 3                       | 4                       | 8                       | 5                       | Eyes Open                                    |
| 2006 | «Hands Open»                                        | —                       | —                       | —                       | —                       | —                       | —                       | —                       | 34                      | —                       | 21                      | —                       | Eyes Open                                    |
| 2006 | «Warmer Climate»[Д]                                 | —                       | —                       | —                       | —                       | —                       | —                       | —                       | —                       | —                       | —                       | —                       | Eyes Open                                    |
| 2006 | «Set the Fire to the Third Bar» (с Мартой Уэйнрайт) | 18                      | —                       | —                       | 41                      | —                       | 22                      | —                       | —                       | —                       | —                       | 54                      | Eyes Open                                    |
| 2007 | «Open Your Eyes»                                    | 26                      | —                       | 80                      | —                       | 73                      | 21                      | —                       | —                       | —                       | —                       | —                       | Eyes Open                                    |
| 2007 | «Shut Your Eyes»                                    | —                       | 12                      | 51                      | 1                       | 15                      | —                       | 14                      | —                       | 26                      | —                       | —                       | Eyes Open                                    |
| 2007 | «Signal Fire»                                       | 4                       | —                       | 11                      | —                       | —                       | 2                       | —                       | —                       | 48                      | —                       | 65                      | Spider-Man 3: The Official Soundtrack        |
| 2008 | «Take Back the City»                                | 6                       | 35                      | 15                      | 32                      | 42                      | 3                       | 43                      | 33                      | 46                      | 32                      | —                       | A Hundred Million Suns                       |
| 2008 | «Crack the Shutters»                                | 43                      | 32                      | 65                      | 42                      | 28                      | 32                      | 14                      | —                       | 72                      | —                       | 111                     | A Hundred Million Suns                       |
| 2009 | «If There’s a Rocket Tie Me to It»                  | 133                     | —                       | —                       | —                       | —                       | —                       | —                       | —                       | —                       | —                       | —                       | A Hundred Million Suns                       |
| 2009 | «The Planets Bend Between Us»                       | —                       | —                       | —                       | —                       | —                       | —                       | 48                      | —                       | —                       | —                       | —                       | A Hundred Million Suns                       |
| 2009 | «Just Say Yes»                                      | 15                      | 38                      | 24                      | 6                       | 47                      | 6                       | 1                       | —                       | —                       | —                       | —                       | Up to Now                                    |
| 2009 | «An Olive Grove Facing the Sea» (версия 2009)       | —                       | —                       | —                       | —                       | —                       | —                       | —                       | —                       | —                       | —                       | —                       | Up to Now                                    |
| 2010 | «Run» (версия 2010)                                 | —                       | —                       | —                       | 58                      | 92                      | —                       | 22                      | —                       | —                       | —                       | —                       | Up to Now                                    |
| 2010 | «Chocolate» (переиздание)                           | —                       | —                       | —                       | —                       | —                       | —                       | 51                      | —                       | —                       | —                       | —                       | Up to Now                                    |
| 2011 | «Called Out In The Dark»                            | 11                      | —                       | —                       | 8                       | 15                      | 5                       | 10                      | 35                      | —                       | —                       | —                       | Fallen Empires                               |

## Другие песни в чартах
| Год  | Песня                | Высшие позиции в чартах | Высшие позиции в чартах | Высшие позиции в чартах | Высшие позиции в чартах | Высшие позиции в чартах | Высшие позиции в чартах | Высшие позиции в чартах | Высшие позиции в чартах | Высшие позиции в чартах | Высшие позиции в чартах | Альбом    |
| Год  | Песня                | UK                      | UT                      | EU                      | FLA                     | GER                     | IRE                     | NED                     | NZ                      | SWI                     | US                      | Альбом    |
| ---- | -------------------- | ----------------------- | ----------------------- | ----------------------- | ----------------------- | ----------------------- | ----------------------- | ----------------------- | ----------------------- | ----------------------- | ----------------------- | --------- |
| 2008 | «You Could Be Happy» | 184                     | —                       | —                       | —                       | —                       | —                       | —                       | —                       | —                       | —                       | Eyes Open |

## Видеография

### Видеоальбомы
| Год  | Детали альбома                                                                                       |
| ---- | --- |
| 2004 | Live at Somerset House - Выход: 23 ноября 2004 - Лейбл: Fiction/Interscope (986 900-6) - Формат: DVD |

### Видеоклипы
| Год  | Песня                                               | Режиссёр                                        |
| ---- | --------------------------------------------------- | ----------------------------------------------- |
| 1998 | «Little Hide»                                       | Гэвин Гордон-Роджерс                            |
| 1998 | «One Hundred Things You Should Have Done in Bed»    | Гэвин Гордон-Роджерс                            |
| 1998 | «Velocity Girl»                                     | Гэвин Гордон-Роджерс                            |
| 1999 | «Starfighter Pilot»[Ж]                              | Джеймс Хайман и Эдди Темпл-Моррис               |
| 2000 | «Ask Me How I Am»                                   | Хьюс Монфаради                                  |
| 2003 | «Spitting Games»                                    | Crooked (британская версия)                     |
| 2004 | «Run»[З]                                            | Пол Гор                                         |
| 2004 | «Chocolate»                                         | Марк Уэбб                                       |
| 2004 | «Spitting Games» (переиздание)[И]                   | Пол Гор (американская версия)                   |
| 2004 | «How to Be Dead»                                    | Дик Карразерс и Марк Томас                      |
| 2006 | «You’re All I Have»                                 | Барнаби Ропер                                   |
| 2006 | «You’re All I Have»                                 | Дэвид Гоер                                      |
| 2006 | «Chasing Cars»                                      | Ник Брандт (американская версия)[К]             |
| 2006 | «Chasing Cars»                                      | Arni & Kinski (британская версия)[Л]            |
| 2006 | «Chasing Cars»                                      | Arni & Kinski (на основе «Анатомия страсти»)[М] |
| 2006 | «Hands Open»                                        | Патрик Дотерс                                   |
| 2006 | «Set the Fire to the Third Bar» (с Мартой Уэйнрайт) | Пол Макгиган                                    |
| 2007 | «Open Your Eyes»                                    | Роберт Хейлс                                    |
| 2007 | «Shut Your Eyes»                                    | Марк Томас                                      |
| 2007 | «Signal Fire»                                       | Пол Макгиган                                    |
| 2008 | «Take Back the City»[З]                             | Алекс Куртс                                     |
| 2008 | «Crack the Shutters»                                | Кевин Годли                                     |
| 2009 | «If There’s a Rocket Tie Me to It»[З]               | Дэниел Бреретон                                 |
| 2009 | «The Lightning Strike»                              | Блю Лич                                         |
| 2009 | «The Planets Bend Between Us»[Н]                    | Дэниел Бреретон                                 |
| 2009 | «Just Say Yes»[К]                                   | Блю Лич                                         |
| 2011 | «Called Out In The Dark»                            | Бретт Саймон                                    |

## Другие появления
| Год  | Песня                                | Альбом/Сингл                                                       | Примечание                                                                    |
| ---- | ------------------------------------ | ------------------------------------------------------------------ | ----------------------------------------------------------------------------- |
| 2000 | «Post Punk Progression»              | La Roc Rocs                                                        | Перезапись стала би-сайдом сингла Run                                         |
| 2000 | «When I Get Home for Christmas»      | It's a Cool Cool Christmas                                         | Оригинальная песня                                                            |
| 2004 | «Do They Know It's Christmas?»       | Do They Know It’s Christmas?                                       | Благотворительный сингл «Band Aid 20»                                         |
| 2005 | «Crazy in Love»                      | Cosmosonica — Tom Middleton Presents Crazy Covers Vol. 1 Up to Now | Кавер на песню Бейонсе, также вышел би-сайдом в переиздании Spitting Games    |
| 2006 | «I am an Astronaut»                  | Colours Are Brighter                                               | Кавер на песню Рики Уайлд, также вышел би-сайдом в переиздании Open Your Eyes |
| 2007 | «Signal Fire»                        | Spider-Man 3: The Official Soundtrack                              | Оригинальная песня, появляется в конце фильма                                 |
| 2007 | «Isolation»                          | Instant Karma: The Amnesty International Campaign to Save Darfur   | Кавер на песню Джона Леннона                                                  |
| 2007 | «Comeback Girl» (Snow Patrol Remix)  | Comeback Girl                                                      | Ремикс на песню Republic of Loose.                                            |
| 2010 | «Unknown Caller» (Snow Patrol Remix) | Artificial Horizon                                                 | Ремикс на песню U2.                                                           |